# In His Life: The John Lennon Story
In His Life: The John Lennon Story ou John Lennon, o Mito no Brasil é um filme biográfico de 2000 americano e britânico feito para televisão que trata sobre a adolescência de John Lennon, escrito pelo produtor executivo do filme, Michael O'Hara, e dirigido por David Carson.

## Sinopse
Começando em Liverpool na década de 1950, o filme se concentra no início da vida de John Lennon (Philip McQuillen), enquanto ele se esforça para se tornar um músico de sucesso nos estágios embrionários do rock and roll britânico. Lennon passa a formar várias bandas, ampliando sua audiência local enquanto se desenvolve, antes de se unir a Stuart Sutcliffe (Lee Williams), George Harrison (Mark Rice-Oxley), Pete Best (Scot Williams) e Paul McCartney (Daniel McGowan) para formar os Beatles. O grupo atrai a atenção do promotor musical Brian Epstein (Jamie Glover), que iniciaria seu sucesso e fama. No entanto, Sutcliffe deixa a banda para seguir uma carreira na pintura, e Best é retirado da banda para ser substituído por Ringo Starr (Kristian Ealey).
O filme centra-se nos oito anos de juventude de Lennon, dos 16 aos 23 anos da sua adolescência, a viver com a sua tia Mimi Smith na Avenida Menlove, 251, até aos primeiros sucessos dos Beatles. Ele lida com o abandono de Lennon por seu pai, a dupla perda de sua mãe (primeiro para outra família e depois para um acidente), sua introdução a McCartney no St. Peter's Church Hall, sua corte e casamento com sua primeira esposa, Cynthia (Gillian Kearney), sendo deserdado por sua família depois que sua tia Mimi soube que ele engravidou Cynthia fora do casamento, a perda de seu melhor amigo Sutcliffe, o nascimento de seu filho Julian e a popularidade precoce dos Beatles na Alemanha.
Também são mostradas cenas recriadas do Quarrymen, a era alemã, e as apresentações do Cavern Club. O filme termina com a primeira aparição dos Beatles no The Ed Sullivan Show.

## Elenco
- Philip McQuillan como John Lennon
  - Anthony Borrows como o jovem John Lennon
- Blair Brown como Mimi Smith
- Christine Kavanagh como Julia Lennon
- Gillian Kearney como Cynthia Powell
- Daniel McGowan como Paul McCartney
- Mark Rice-Oxley como George Harrison
- Lee Williams como Stuart Sutcliffe
- Jamie Glover como Brian Epstein
- Kristian Ealey como Ringo Starr
- Scot Williams como Pete Best
- Palina Jonsdottir como Astrid Kirchherr
- Michael Ryan como Rory Quinn
- Alex Cox como Bruno Koschmider
- Paul Usher como Alfred Lennon

## Produção
O roteiro do filme foi escrito por Michael O'Hara, um ex-NBC agente de publicidade que começou a escrever roteiros em 1989 e entrou em produção de cinema em 1991,[carece de fontes?] geralmente escrevendo e produzindo filmes de TV para seu antigo empregador, NBC.
O filme foi filmado em grande parte em Liverpool e inclui cenas internas e externas da casa da  Menlove Avenue 251, onde Lennon cresceu; St Peter's Church Hall, onde conheceu McCartney); Liverpool College of Art e Quarry Bank High School, onde Lennon era aluno; bem como vários locais musicais onde os primeiros Beatles se apresentaram. Foi a primeira vez que o dono da casa da Menlove Avenue permitiu a entrada de uma equipe de filmagem, e também permitiu que eles derrubassem uma parede do térreo para dar espaço às câmeras. Isso resultou em 150 tijolos, que mais tarde foram vendidos aos fãs dos Beatles.

## Prêmios e indicações
O filme foi indicado para um prêmio em 2001 por "Melhor Filme de Edição para Cinema Comercial", pelos American Cinema Editors.